# Floris Van Tricht
Floris Van Tricht, né le 23 juin 2001, est un coureur cycliste belge.

## Biographie
Floris Van Tricht commence le cyclisme durant son enfance dans un club de Tirlemont. Actif sur route, il pratique aussi le cyclo-cross durant l'hiver. Son grand frère Stan est également coureur cycliste,. 
En 2019, il s'impose à trois reprises sur des épreuves régionales réservée aux juniors (moins de 19 ans). Il se classe par ailleurs quatrième d'une étape du Tour du Valromey. Après ses performances, il intègre le club GM Recycling en 2020 pour ses débuts espoirs (moins de 23 ans). Cette saison est cependant perturbée par la pandémie de Covid-19, qui interrompt une bonne partie du calendrier. 
En juin 2021, il termine deuxième d'une étape du Tour de Castellón. L'année suivante, il brille dans des courses par étapes belges avec la formation Urbano-Vulsteke. Il rejoint ensuite la structure EFC-L&R-Van Mossel en 2023. Bon puncheur, il se distingue en obtenant plusieurs victoires en France et sur des interclubs. Il devient également vice-champion de Belgique sur route espoirs. Grâce à ses bons résultats, il signe un premier contrat professionnel avec l'équipe Israel-Premier Tech.

## Palmarès et résultats

### Palmarès par année
- 2017
  - Champion du Brabant flamand du contre-la-montre par équipes débutants
- 2018
  - 2e du championnat du Brabant flamand de cyclo-cross juniors
- 2019
  - 3e du championnat du Brabant flamand sur route juniors
- 2021
  - 2e du championnat du Brabant flamand de cyclo-cross espoirs
- 2023
  - 4e épreuve de l'Arden Challenge
  - 4e étape du Tour du Piémont Pyrénéen
  - Mémorial Bjorg Lambrecht
  - Grand Prix de Honnelles
  - 2e étape du Tour de Moselle
  - 2e du championnat de Belgique sur route espoirs
- 2024
  - Midden-Brabant Poort Omloop
  - Coupe Sels

### Classements mondiaux
| Année                                 | 2023  | 2024  |
| ------------------------------------- | ----- | ----- |
| Classement mondial                    | 1118e | 1055e |
|                                       |       |       |
| Légende : nc = non classéSource : UCI |       |       |